# Whitesnake
Whitesnake este o formație rock engleză, înființată în Middlesbrough, Marea Britanie, în 1978, ṣi se confundǎ de fapt, cu David Coverdale, membru al trupei Deep Purple în perioada 1973-1976. Împreunǎ cu basistul Neil Murray, chitariştii  Micky Moody Tim Hinckleyṣi bateristul Ian Paice, David Coverdale înregistreazǎ albumul de debut Whitesnake. Acesta a apǎrut în mai 1978, dar din cauzǎ cǎ în acea perioada muzica punk era în vogă, albumul nu a avut mare succes. În 1979 apar patru albume ale trupei: Northwinds, Snakebite, Trouble (acesta fiind considerat primul produs cu adevărat Whitesnake și primul mare succes al trupei), iar ultimul material discografic al anului 1978, cel de-al patrulea, este Live At Hammersmith. Stilul muzical abordat al trupei este hard rock, heavy metal, dar trupa este încadrată și ca trupă glam metal.